# Chrysopidia (Chrysotropia) obliquata
Chrysopidia (Chrysotropia) obliquata is een insect uit de familie van de gaasvliegen (Chrysopidae), die tot de orde netvleugeligen (Neuroptera) behoort. 
Chrysopidia (Chrysotropia) obliquata is voor het eerst wetenschappelijk beschreven door Banks in 1931.